# Izu Ōshima
Izu Ōshima (伊豆大島, Izu-ōshima) és una illa volcànica habitada pertanyent a l'arxipèlag Izu al Mar de les Filipines, situada a aproximadament 120 quilòmetres cal sud-est de Honhu, Japó, a 22 km de l'est de la Península Izu i a 36 km del sud-oest de la Península Bōsō.
L'illa és un estratovolcà de basalt d'11 per 13 kilòmetres d'àrea construït sobre el vestigi de tres estratovolcans dissecats. Té una caldera de 4 km d'ample amb un con central, el Mont Mihara, junt a quaranta cons paràsits.
L'activitat volcànica ocorre en intervals entre 100 i 150 anys:
- El registre més antic d'activitat està al segle VII dC (període Nara).
- 1986: amb fonts de lava de 1,600 km.[3] Amb 12.000 persones evacuades.
- 1990

## Galeria

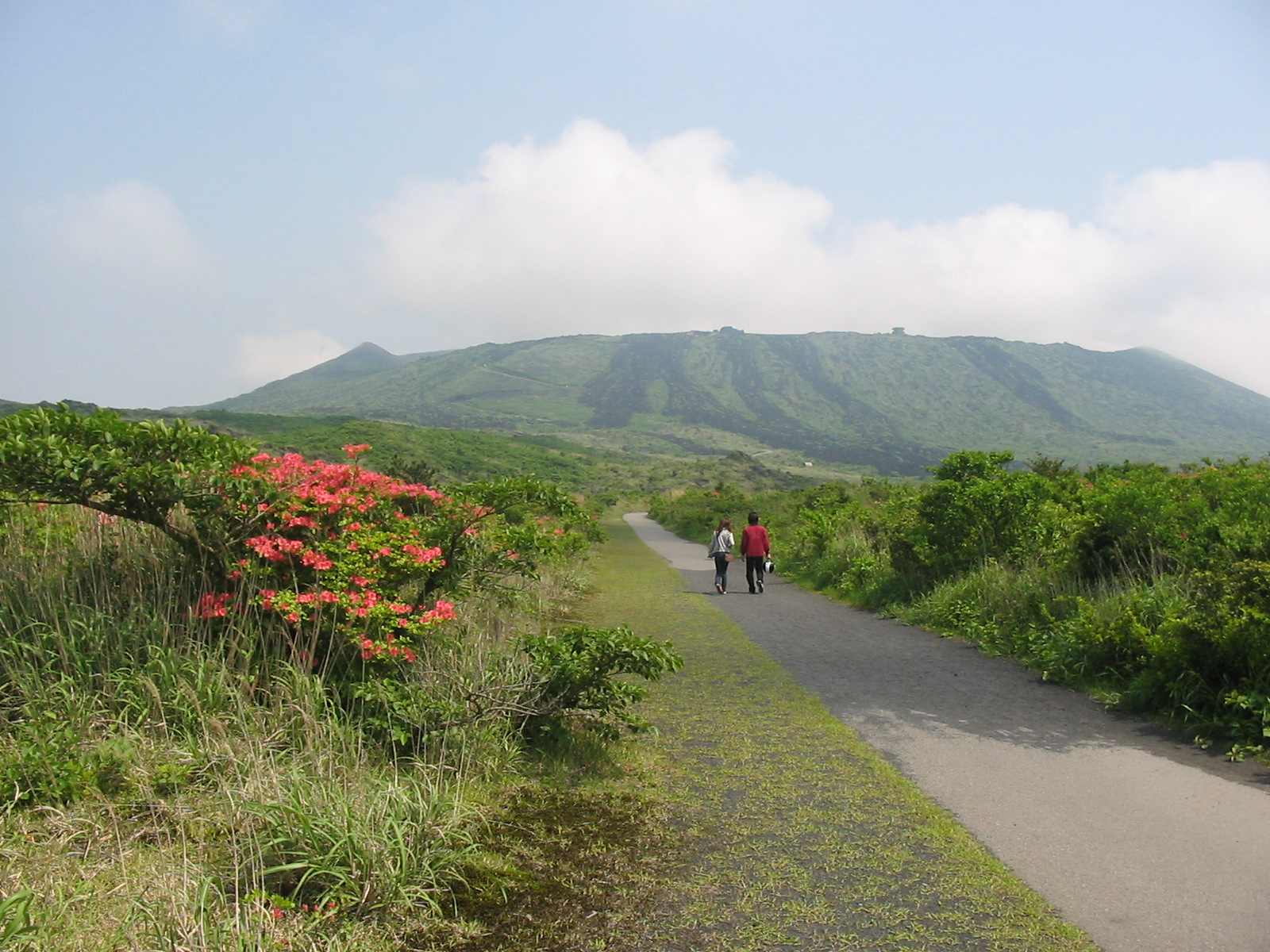
Mt. Mihara Amb azalees en el foreground
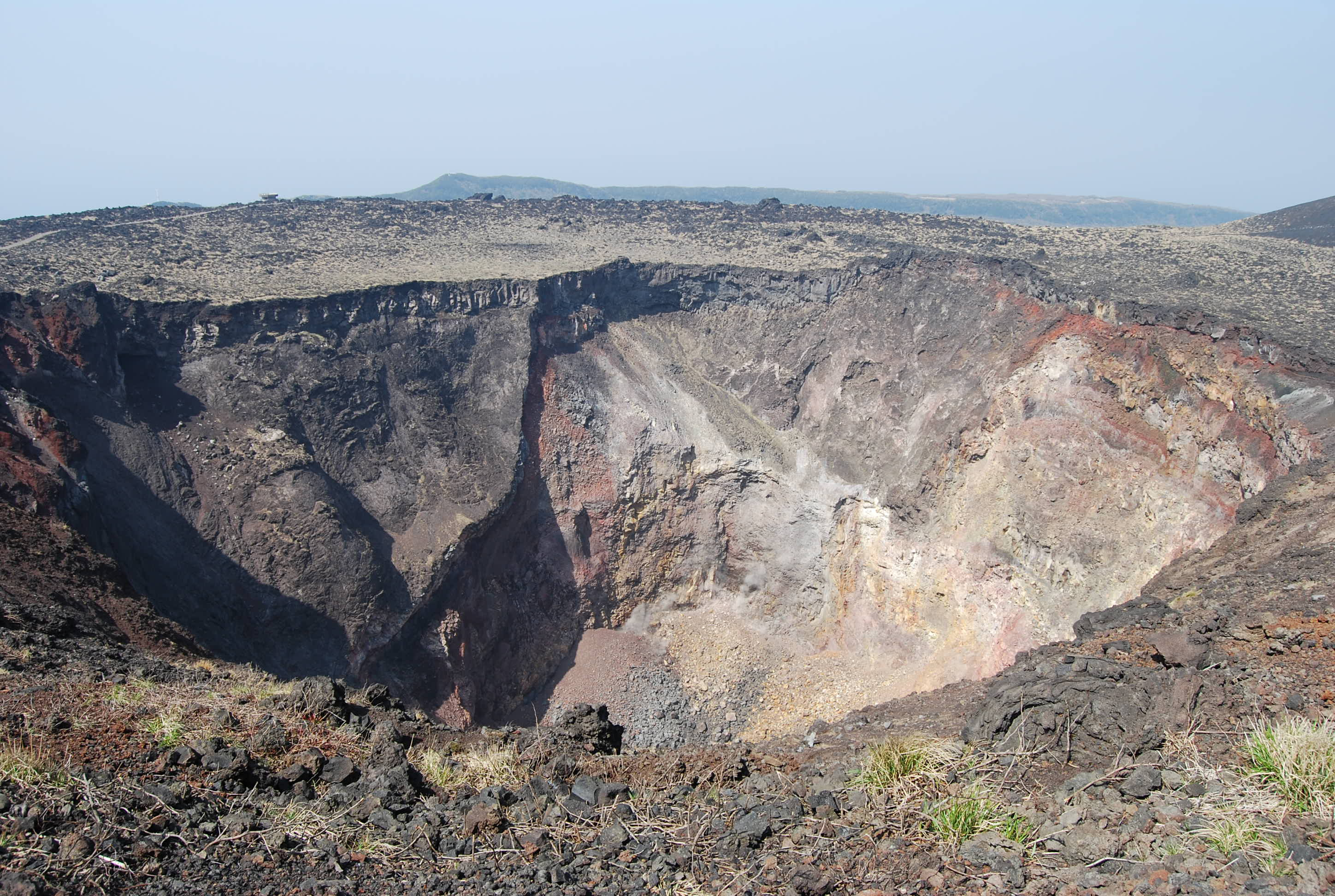
Cràter de cimera